# Варблевко
Варблевко (пол. Warblewko) — село в Польщі, у гміні Слупськ Слупського повіту Поморського воєводства. Розташоване за 11 кілометрів на схід від Слупська і за 95 кілометрів на захід від Гданська.
У 1975—1998 роках село належало до Слупського воєводства.
Населення — 31 особа.